# 卡明斯灣
60°44′S 45°41′W / 60.733°S 45.683°W
卡明斯灣（英語：Cummings Cove），是南極洲的海灣，位於南奧克尼群島的西格尼島西部，處於耶布森角和波蒂厄斯角之間，在1933年由英國研究隊繪入地圖，現時由南極條約體系管理。